# 吴惇仁
吴惇仁，宋朝政治人物。
吴惇仁曾于1152年接替陈祖安任华亭县知县一职，1153年由龚相接任。